# 곤드어
곤드어(गोंडी, Gōndi)는 약 2백만 명의 곤드인이 사용하는 드라비다어족 언어이다. 중남드라비다어파에 속한다. 주로 인도 마디아프라데시주, 구자라트주, 텔랑가나주, 마하라슈트라주, 차티스가르주, 카르나타카주, 안드라프라데시주 및 인근 지역에서 쓰인다. 곤드인의 약 5분의 1 정도만이 곤드어를 구사한다.

## 특징
곤드어의 명사는 남성과 비남성의 두 가지 성을 가진다. 곤드어는 조상 언어인 드라비다조어의 어두 유성 파열음(g, j, ḍ, d, b)과 유성 유기 파열음(gh, jh, ḍh, dh, bh)을 무성음화했다.

## 문자
곤드어는 전통적으로 널리 쓰이는 고유 문자가 없었으며 데바나가리 문자와 텔루구 문자로 적었다.
1928년에 문시 망갈 싱 마사람(Munshi Mangal Singh Masaram)이라는 곤드인이 브라흐미 문자를 바탕으로 인도에서 널리 쓰이는 아부기다 체계의 곤드 문자를 만들었다. 그러나 큰 호응을 얻지 못했다.
최근 하이데라바드 대학교의 자야디르 티루말라 라오(Jayadheer Tirumala Rao) 교수가 이끄는 연구진은 텔랑가나주의 곤드인 마을인 군잘라에서 1750년경에 곤드어 고유 문자로 작성된 문서 10여 건의 존재를 확인하였다. 문서들에는 달력, 천궁도, 문법, 역사, 곤드인의 도덕과 문학 등의 내용이 담겨 있었다고 한다. 2013년에는 단 4명의 마을 원로만이 여전히 군잘라 곤드 문자를 읽을 수 있었다고 전해진다. 이 문자 체계에는 군잘라 곤드 문자라는 이름이 붙었다. 이 문자의 재발견은 안드라프라데시주 지방 정부 등 인도 각계에서 긍정적인 반응을 얻었다. 현재 약 80명의 학생이 군잘라 곤드 문자를 읽고 쓸 줄 알며 원로 코트낙 장구(Kotnak Jangu)는 군잘라 곤드 문자로 자서전을 쓰고 있다고 한다. 2017년에는 텔루구어로 된 곤드 문자 교재가 출판되었다.
마사람 곤드 문자와 군잘라 곤드 문자는 각각 유니코드 버전 10.0과 11.0부터 포함되었다.

## 참고 문헌
- Beine, David K. 1994. A Sociolinguistic Survey of the Gondi-speaking Communities of Central India. M.A. thesis. San Diego State University. 516 p.
- Chenevix Trench, Charles. Grammar of Gondi: As Spoken in the Betul District, Central Provinces, India; with Vocabulary, Folk-Tales, Stories and Songs of the Gonds / Volume 1 - Grammar. Madras: Government Press, 1919.
- Hivale, Shamrao, and Verrier Elwin. Songs of the Forest; The Folk Poetry of the Gonds. London: G. Allen & Unwin, ltd, 1935.
- Moss, Clement F. An Introduction to the Grammar of the Gondi Language. [Jubbalpore?]: Literature Committee of the Evangelical National Missionary Society of Sweden, 1950.
- Pagdi, Setumadhava Rao. A Grammar of the Gondi Language. Hyderabad-Dn: s.n, 1954.
- Subrahmanyam, P. S. Descriptive Grammar of Gondi Annamalainagar: Annamalai University, 1968.